# Classe Tupi
A Classe Tupi é uma família de embarcações da Força de Submarinos da Marinha do Brasil, baseada no projeto alemão U-209-1400 e construída pelo estaleiro Howaldtswerke Deutsche Werft (HDW), em Kiel, e pelo Arsenal de Marinha do Rio de Janeiro.

## Lista de submarinos
| Tipo | Designação | Nome    | Comissionado em        | Situação                |
| ---- | ---------- | ------- | ---------------------- | ----------------------- |
| 1400 | S 30       | Tupi    | 06 de maio de 1989     | Em serviço ativo        |
| 1400 | S 31       | Tamoio  | 17 de julho de 1995    | 14 de setembro de 2023  |
| 1400 | S 32       | Timbira | 16 de dezembro de1996  | 23 de fevereiro de 2023 |
| 1400 | S 33       | Tapajó  | 21 de dezembro de 1999 | 18 de agosto de 2023    |

## Construção
Antes mesmo de organizar sua Força de Submarinos, em 1914, o Brasil tentou construir suas embarcações localmente, seja por projeto próprio ou com o apoio estrangeiro.
Após trinta anos de dependência de embarcações americanas de segunda mão, quebrada apenas pela Classe Oberon, o Brasil lançou o Plano de Reaparelhamento da Marinha (PRM), em 1979. Foi selecionado o projeto do Ingenieur Kontor Lubeck da Alemanha, chamado U-209, um sucesso de exportações.
A primeira unidade foi construída no estaleiro HDW, acompanhada por técnicos brasileiros. O Arsenal de Marinha recebeu uma série de adaptações, entre elas a construção de um novo pavilhão especificamente para este fim, compra de equipamentos, reestruturação de outras oficinas e um dique flutuante para a montagem final.
O casco resistente foi fabricado pela Nuclebrás Equipamentos Pesados (NUCLEP) e transportado por via marítima para o Arsenal. Três unidades da Classe Tupi e uma da  Classe Tikuna foram construídas.

## Características

### Dimensões
- Comprimento total: 61,2m[10]
- Diâmetro do casco resistente: 6,2m
- Calado: 5,5m
- Deslocamento: 1.260t na superfície, 1.440t em imersão
- Tripulação: 36 tripulantes

### Desempenho
- Propulsão: Diesel-elétrica com quatro motores diesel MTU 12V493 TY60, 800 hp cada; 1 motor elétrico, 5.000 hp;
- Velocidade: 11 nós na superfície ou recarregando baterias; 21,5 nós em imersão
- Profundidade máxima: 250 metros
- Raio de ação: 8.200 milhas a 8 nós na superfície
- Capacidade de imersão sem esnorquel: 400 milhas a 4 nós em imersão

### Sistemas de armas e eletrônica
- Armamento: 8 tubos lança-torpedos de 533mm; transporta até 16 torpedos Marconi Mk.24 Tigerfish ou uma combinação de minas navais e torpedos.
- Contramedidas ESM: Thomson-CSF DR-4000;
- Controle de armas: Ferranti KAFS-A10,
- Radares de Navegação: Thomson-CSF Calypso III
- Sonares: Atlas Elektronik CSU-83/1; busca e ataque passivo/ativo.